# Коронація в Священній Римській імперії

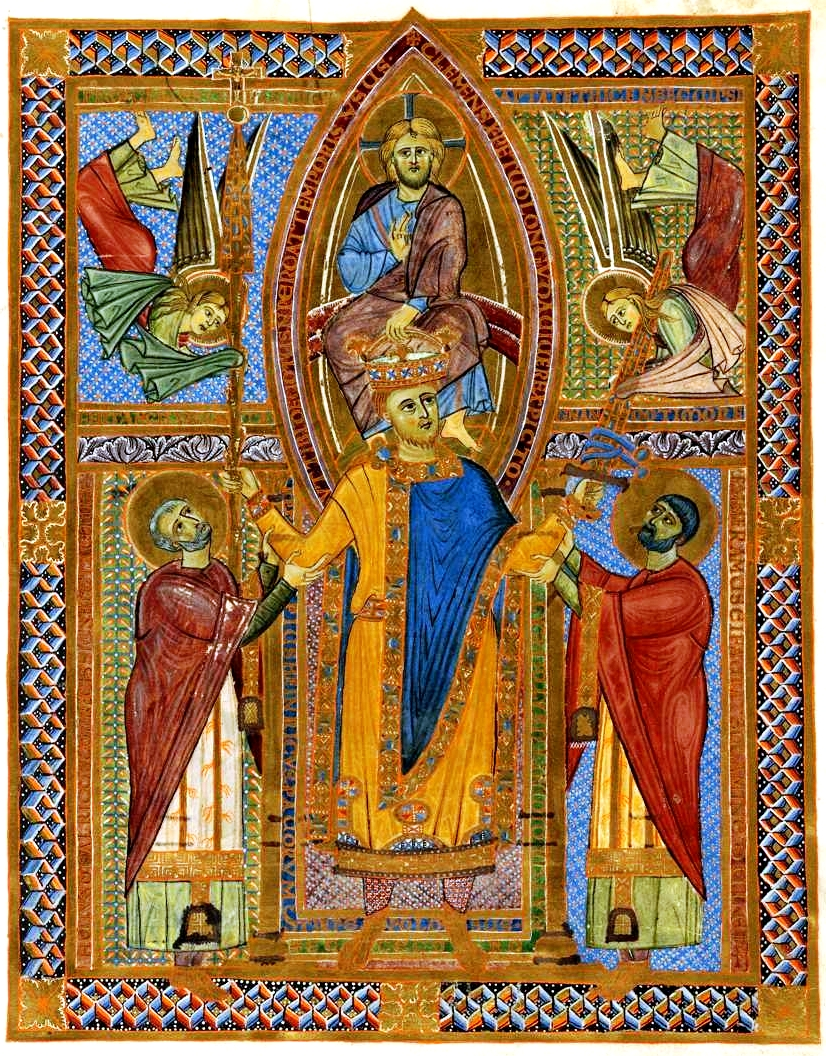
Коронація імператора Генріха II, 1002 р.

Коронація імператора Священної Римської імперії — низка заходів та церемоній, які супроводжували вступ на посаду нового імператора Священної Римської імперії. За майже тисячолітню історію Священної Римської імперії правові норми та традиції коронації змінювались в залежності від доби.
Церемонія коронації, на якій правитель найбільшого на той час політичного утворення в Західній Європі отримував імператорські клейноди та корону від Папи Римського символізувало, з одного боку право Папи коронувати християнських монархів, а з другого — роль імператора як опори та захисника християнської церкви.
Коронації правителів Священної Римської імперії, тобто римських королів, німецьких королів, Імператорів Священної Римської імперії та їхніх дружин, відбувались протягом усього існування Священної Римської імперії. Першим монархом, якого Папа Римський св. Лев III коронував на імператора, був Карл Великий 800 року. Однак першим правителем Священної Римської імперії вважається імператор Оттон I, коронований 962 р.
Папська коронація була обов'язковою для отримання імператорського титулу до 1508 р., коли Папа Юлій II визнав право німецьких монархів, обраних князями-виборцями, використовувати імператорський титул, без церемонії коронації Папою. Карл V став останнім імператором Священної Римської імперії, якого коронував Папа Римський Климент VII у Болоньї 1530 р.
Пізніші правителі просто проголошували себе імператором «Electus Romanorum» тобто Обраним імператором римлян, після їх обрання та коронації як німецького короля, без урочистої офіційної імператорської коронації Папою Римським. До скасування Священної Римської імперії 1806 р. церемонії коронації відбувались в Аахенському соборі та палаці за участю архієпископів Кельна та Майнца.
Остання коронація Римського імператора відбулася 1792 року, коли Франциск II був коронований як імператор Священної Римської імперії.
Відбувались також і церемонії коронації імператриць Священної Римської імперії, як окремо від імператорів, так і спільно з ним.

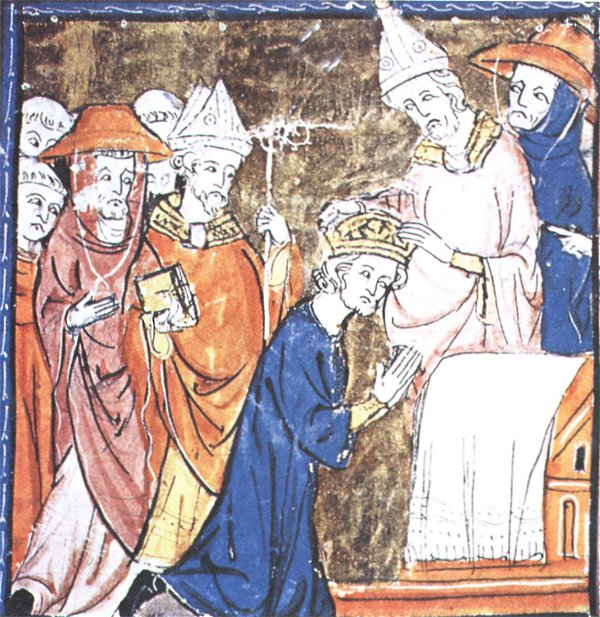
Коронація Карла Великого папою Римським Левом III

## Історія
Ритуал коронації імператорів Священної Римської імперії формувався протягом низки століть на основі церемоніалів коронації в Римській імперії, в Східній Римській імперії та німецько-франкських традицій. Хоча, за свідченням Ісидора Севільського, голови вестготських і ломбардських монархів VII століття вінчали золоті корони, точно невідомо були в той час окремі церемонії коронації чи ні.
Джерела часів Піпіна Короткого, який як мажордом отримав владу над імперією Франків від Папи Римського, також не дуже інформативні щодо власне опису ритуалу коронації. Читаємо у Ейнхарда:
Він отримав цю високу гідність через помазання рукою архієпископа і мученика Боніфація, […], і за звичаєм франків був зведений на королівський трон в Суассоні.
Однак, це є перше зафіксоване джерело опису факту помазання правителя Франкського держави. Помазання майбутнього монарха надалі залишалося одним з центральних актів коронації та слугувало головним ритуалом сакральності. За допомогою цього таїнства до нової династії — Каролінгів, мало перейти так зване королівське благословення (Königsheil), яке ще з часів, які не залишили письмових джерел, легітимізувало й освячувало владу Меровінгів. Поняття королівського благословення включало в себе уявлення про те, що життя правителя безпосередньо впливало на добробут народу та військову удачу, гарну погоду, родючість, тощо. Ці традиції частково також виходять з «божественності» правителів Римської імперії дохристиянських часів.
В письмових джерелах того часу не збереглось опису церемонії коронації ранніх королів, можливо ця церемонія проводилася як частина загального обряду. Центральне місце церемоніалу займало підняття на щиті. Така ситуація зберігалася і при синах Піпіна, Карла і Карломана, які зійшли на трон в Нуайоні і Суассоні в 754 році.
Проте відомо, що 781 року Карл Великий, спільно зі своїми синами Людовиком I Благочестивим та Піпіном Горбатим отримав від Папи Римського Адріана II «королівську діадему».
Ключовим елементом церемонії коронації імператора у Римі 800 року, стала церемонія покладання корони Папою Левом III. Ейнхард оповідає про подію так:
|  | Коли король в самий день святого Різдва піднявся після молитви до месі перед могилою святого Апостола Петра, папа Лев поклав йому на голову корону [...] і з цього моменту, по залишенню титулу патриція, проголосив його імператором і августом. |

Через тринадцять років син Карла Людовик І коронував себе сам як наступник свого батька. Ця самокоронація сталася за безпосередньою вказівкою Карла Великого. Церква і трон, сидячи на якому Карл взяв участь в цій церемонії, надалі набули важливе значення для середньовічної церемонії коронації в Священній Римській імперії.
Розпорядок церковної частини королівської коронації (Krönungsordo) містить свідчення про те, як проходила процедура процедура коронації монарха.

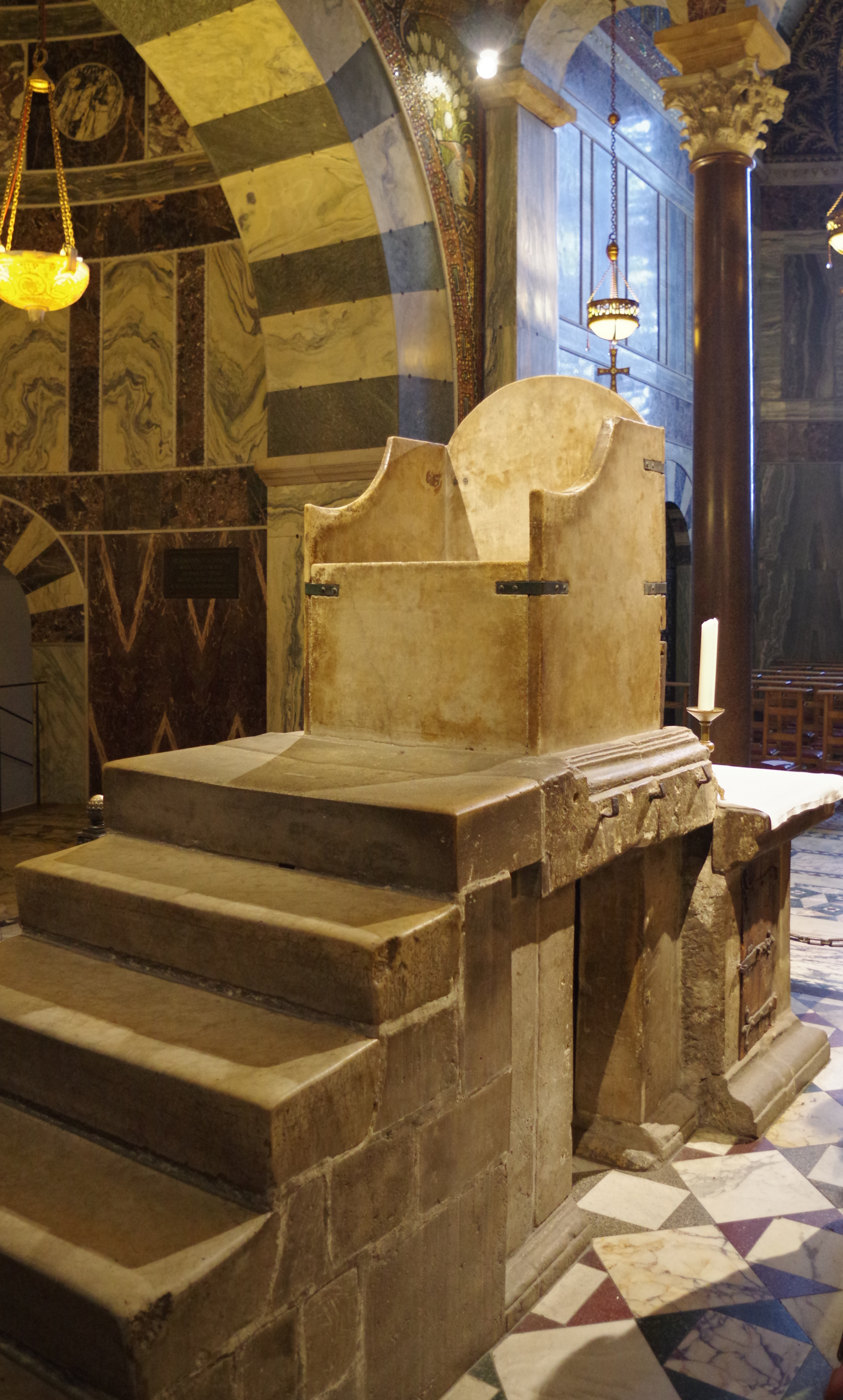
Імператорський трон в Аахені

Королівський трон Карла Великого, що знаходився в Соборі Богоматері в Аахені, з 936 року й до останньої імператорської коронації в 1531 році, слугував одної з імператорських регалій; на ньому після своєї коронації сиділо бл. 30 імператорів.
Так само як в Римській та Східній Римській імперії, в державі франків відомі випадки коронації і помазання дружини монарха. 862 року Лотар II звів на престол і повелів покласти королівську корону на свою дружину Вальдраду. Найраніший зі збережених текстів про коронацію королеви датується 866 роком і являє собою опис коронації королеви західних франків Ірмінтруди, дружини Карла Лисого.
Вважається, що Священна Римська імперія виникла 800 року за Карла Великого. Хоча і його, і його наступників до 915 р. коронували як «Римських імператорів» або «імператорів Заходу». Офіційно нова держава була створена за Оттона І — засновника і першого імператора Священної Римської імперії (962—973).
При цьому слід розрізняти коронацію німецьких королів, коронацію королів інших частин імперії, таких як Італія чи Бургундія, та коронацію імператора. Попри схожість церемоній, коронація імператора була набагато важливішою з точки зору теологічного і державного символічного змісту. Хоча, починаючи з пізнього Середньовіччя, з виборами римсько-німецького короля були пов'язані й претензії на імператорський трон; що, починаючи з правління Оттонів, підкріплювалось титулом «Rex Romanorum», але ця мета не завжди була досяжна.
З іншого боку, королівський титул робив легітимним панування тільки над однією з частин імперії. І лише імператорський титул був заявкою на правління над усією державою, включаючи здійснення найвищих прав в Бургундії і підконтрольній Італії та іншими королівствами й князівствами; а також було претензією на владу універсалиського роду над всією Ойкуменою. Як зазначає історик В. Гольцман ідеологія Священної Римської імперії ґрунтувалась, як на переосмисленні та продовженні античних ідей Римської імперії, так і на появі нових, породжених західноєвропейським середньовіччям. Таким чином, традиції універсальної Римської держави з'єдналися з концепцією світового християнської єдності. До відтворення імперії, тобто в період від часу від занепаду Риму, через правління Карла Великого до правління Оттона I, світову єдність християн уособлював тільки Папський престол. З проголошенням Священної Римської імперії імператор встав на чолі західного християнського світу поряд з Папою, і навіть на час набув більшого значення, підпорядкувавши Ватиканський престол інтересам своєї світової політики.
Після виникнення в Східній Римській імперії традиції коронування імператора патріархом Константипольським (473 р.), Папа Римський та інші архієпископи також починають брати участь в церемонія коронації. Відомо, що 672 р. король Вамба був першим (не римським) сувереном, якого на королівство помазав первосвященник — архієпископ Толедо.
Після розколу церкви, починаючи з XI століття Папи Римські уважно стежили за тим, щоб зберегти панівне становище в церемонії коронації і тим самим демонструвати свою владу над імператорами та королями Європи. Імператорська коронація (за винятком трьох разів) відбувалася в Римі і проводилася особисто Папою. Цей порядок був порушений тільки під час коронації Генріха VII, яку здійснили уповноважені Папою кардинали-легати. Коронаційна церква раніше стояла на місці римської базиліки святого Петра. Однак, в низці випадків використовувався інший храм, наприклад, Лотар III і Генріх VII були короновані в Латеранському соборі.
Перші імператори, протягом кількох століть, короновались в Римі, де вони отримали імператорську корону у соборі Святому Петрі від Папи.
Залізна корона Лангобардів (з титулом короля Італії або короля Лангобардів) вінчалась в церкві Святого Амвросія в Мілані або в Соборі Монці, або в Бургундії в Арлі. Німецька корона, що з часом стала найпрестижнішою з усіх в імперії, зазвичай надавалась в Аахені з 1562 р. А обрані імператори були короновані королями Німеччини у Франкфуртському соборі, який вже в 1356 р. також стає загальноприйнятим місцем для імператорських виборів.
Процедурі коронації в Римі могли передувати місяці (і навіть роки) переговорів між римсько-німецьким королем і Папою на тему умов, які зроблять її можливою. Прикладом тому є навколо-коронаціона дипломатія Фрідріха I, його онука Фрідріха II, Генріха VII і його онука Карла IV. Коли призначалася точна дата коронації, король у супроводі суверенних князів і кліриків вирушав через Альпи до Риму. Одночасно це могли бути й військові походи для повернення під владу імператора відпалих областей Італії. Так Конрад II під час походу в Рим повернув під свій контроль кілька горішніх італійських міст, які намагалися здобути незалежність від імперії. Аналогічно діяли Фрідріх I і Генріх VII.
Місто Аахен, як місце коронації для зведення на трон німецьких королів, стає таким вже після смерті короля східних франків Генріха I. За винятком чотирьох коронаций, які відбулися в Майнці, Кельні та Бонні, до 1531 р. всі коронації римсько-німецьких королів відбувались в Аахені.

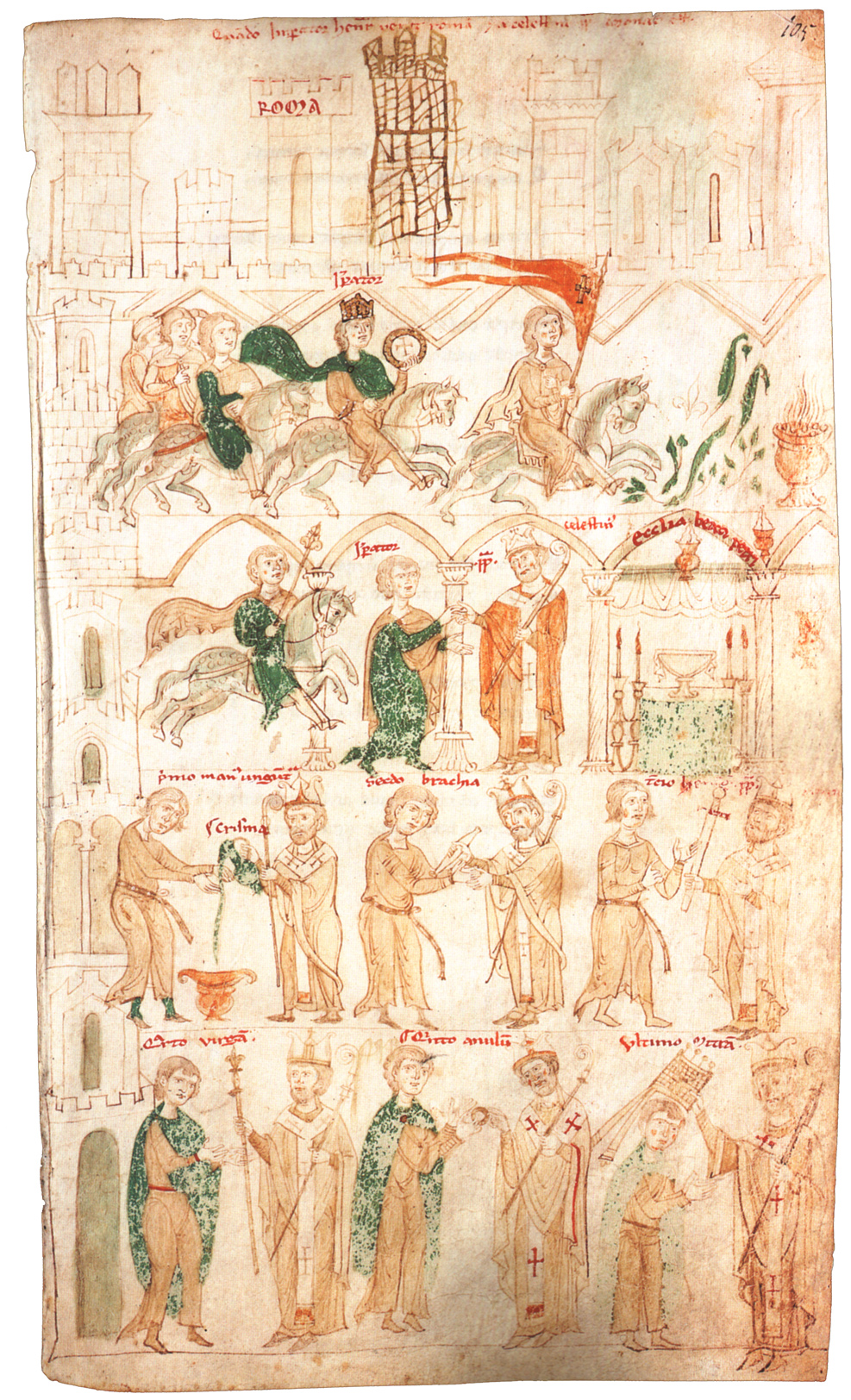
Коронація імператора Генріха VI папою Целестином III, 1191 р.

Починаючи з 1147 року більша частина королівських виборів відбувається у Франкфурті-на-Майні. Протягом XIII століття процедура, що проходить саме в цьому місці, стає традиційною.
В результаті Четвертого хрестового походу 1204 року, за сприяння венеційського дожа Енріко Дандоло, графа Балдуїна Фландрського, маркіза Боніфація Монферратського та інших ватажків хрестоносців, було утворено державу Римська Латинська імперія (Imperium Romaniae).
9 травня 1204 року особлива колегія, до складу якої входили порівну венеційці й хрестоносці, обрала Римським Латинським імператором графа Балдуїна, над яким в Соборі Святої Софії провели церемонії помазання і коронування за традицією Східної Римської імперії та за присутності константинопольських ієрархів.
Після цього Константинопольським латинським патріархом було обрано венеційця Фому Морозіні, попри заперечення з боку Папи Римського Інокентія III.
За час латинського правління в Константинополі встановлена до цього державна структура не зазнала суттєвих змін. Титулатура Східної Римської імперії активно використовувалася і при новій владі. Наприклад, венеційському дожеві Енріко Дандоло був дарований титул деспот. Імператор Балдуїн I прийняв знаки імператорської гідності: носив одяг Східних Римських імператорів, підписував грамоти червоним чорнилом, а також скріплював їх печаткою, на одній стороні якої використовувався титул: «Балдуїн, християнський імператор милістю Божою, правитель римлян, вічний Август».
20 серпня 1206 р. патріарх Морозіні коронував в Константинополі нового імператора Генріха I Фландрського.
1216 року, після імператора Генріха, корона Римської латинської імперії була запропонована П'єру де Куртене. Вирушивши на Схід через Рим, він побажав бути коронованим Папою Гонорієм III. Той виявився в незручному становищі, оскільки не хотів порушувати права Константинопольського патріарха, а крім того побоювався, що коронація створить прецедент для можливих претензій Римських латинських імператорів на Рим і Священну імперію. Хитромудрий Папа знайшов вихід: 9 квітня 1217 року він коронував П'єра та Іоланду, але не в соборі Святого Петра, а в церкві Святого Лаврентія, яка перебувала за межами міста.
Останнім Римським Латинським імператором, який був коронований в Константинополі 1231 року, став імператор Балдуїн.
В джерелах того часу згадки про коронації Римських латинських імператорів в Константинополі є дуже мізерними і не містять фактичні тексти, що використовуються в цих церемоніях. Але з того, що записано, можна зробити висновок, що перші церемонії коронації відбувались за традиціями, які використовуються для коронацій імператорів Східної Римської імперії. А після коронації в Римі, імператорські коронації проводились за зразком коронацій Священних Римських імператорів.

## Церемонія
Римська імператорська коронація еволюціонувала за тисячу років існування імперії від спочатку дуже простого ритуалу, через ритуали коронації останніх Римських імператорів (християн) та перших імператорів Східної Римської імперії, до унормованих й детально прописаних ритуалів коронації імператорів Священної Римської імперії. Найдавніший опис Римського імператорського ритуалу коронації зустрічається в кодексі Гемундена (Gemunden Codex) 9 століття.
Ритуал розпочався короткою молитвою за імператора: «Послухай нашу молитву, Господи, і молитви твого слуги …». За цим слідувала молитва: «Подивись, Всемогутній Боже, з безтурботним поглядом на це, твій славний слуга, …». Після чого золота корона була покладена на голову Імператора під час слів заключної фрази цієї молитва: «Через кого честь і слава твої у віки віків. Амінь». Потім імператору передавали меч зі словом: "Прийміть цей меч руками єпископів, які хоч і недостойні, але освячені на місце і владу святих апостолів, використовуйте його з нашим благословенням, служити обороні святої Церкви, божественно призначеної, і пам'ятати, про кого пророкував Псалмоспівець, говорячи: «Опасуй меч на стегні, наймогутнійший, щоб ти з ним міг проявляти справедливість». Потім співали Laudes Imperiale, серію пісноспівів, що виникли в римські часи.
Елементи з цієї церемонії пізніше можна знайти в багатьох ритуалах коронації як імператорів, так і в численних європейських королівських ритуалах коронацій.
Опис перебігу подій під час середньовічної коронації є у історика Відукінда Корвейського. Він описує коронацію Оттона I в Аахені. Далі, в «Діяннях саксів» він описує коронацію Оттона II (961—983), на якій історик був присутній:
|  | «Після того як помер Генріх - батько вітчизни, найбільший і найкращий з королів, весь народ франків і саксів обрав своїм володарем його сина Оттона, призначеного вже колись батьком в королі; коли ж намічалося місце [для проведення] загальних виборів [короля], то було вирішено провести їх в палаці Аахена. Місце це розташоване неподалік від [міста] Юлії, названого так на честь свого засновника Юлія Цезаря. І коли він [Оттон] туди прибув, князі, начальники областей з іншими загонами васалів зібралися в колонаді, яка з'єднана з базилікою Карла Великого, вони посадили нового короля на споруджений там трон, протягнули до нього руки і урочисто обіцяли йому свою вірність і допомогу проти всіх ворогів і [так] за своїм звичаєм зробили його королем. У той час як князі й інші посадові особи все це робили, архієпископ з усім духовенством і всім простим народом очікував виходу нового короля в базиліці. Коли той вийшов, архієпископ виступив йому назустріч, лівою рукою торкнувся правої руки короля і, несучи в правій руці посох, перевитий стрічкою, одягнений у відповідний одяг, вийшов на середину храму і зупинився. [Звідси] він звернувся до народу, який стояв навколо, бо галерея внизу і нагорі в цій базиліці була споруджена у вигляді кола так, що весь народ міг його бачити. "Ось, - сказав він, - я привожу вам Оттона, якого Бог обрав, володар Генріх колись призначив, а тепер все князі зробили його королем, а коли вам це обрання до душі, то покажіть це, підійнявши праву руку до неба". [У відповідь] на ці слова весь народ підійняв правиці догори і гучним голосом побажав новому монарху благополуччя. Потім разом з королем, одягненим за звичаєм франків в щільну туніку, архієпископ рушив до вівтаря, на якому лежали королівські інсигнії: меч з поясом, плащ із застібками і жезл зі скіпетром і короною. В цей час архієпископом був якийсь Гільдеберт, за походженням франк, ... [Отже], він підійшов до вівтаря, взяв тут меч з поясом, повернувся до короля і сказав: "Прийми цей меч і поламаєш їм всіх супротивників Христа, варварів і поганих християн, волею Божою тобі передана влада над усією державою франків для збереження міцного миру серед всіх християн". Потім, взявши запонки і плащ, він надів їх на [короля] і сказав: "Хай цей одяг зі спадаючими складками нагадує тобі про те, як старанність у вірі має тебе запалювати, [і про те], що в збереженні миру ти повинен залишатися непохитним до кінця". Потім, взявши скіпетр і жезл, він сказав: "Нехай ці знаки служать тобі нагадуванням про те, що ти повинен з батьківською строгістю карати підданих і протягувати руку милосердя насамперед слугам божим, вдовам і сиротам, і нехай в душі твоїй ніколи не вичерпається єлей співчуття, і нехай і зараз і в майбутньому тебе вінчає вічна благодать". І без зволікання архієпископи Гільдеберт і Вінфрід помазали [короля] святим єлеєм і увінчали золотою короною. Ті ж архієпископи підвели його до трону і піднялися до нього по сходах, що йде спіраллю: трон був споруджений між двома колонами дивовижної краси: звідси [король] міг бачити всіх і [його] було видно всім. Після того як була виголошена хвала Богу і урочисто дотримані таїнства, король спустився в залу, підійшов до мармурового столу, прибраний з королівської пишністю, і сів [за стіл] з архієпископом і з усім народом та князями. Еберхард керував бенкетом, франк Герман очолював кравчих, Зігфрід, найвидатніший з саксів і друга людина після короля, свояк [покійного] короля, тепер також пов'язаний родинними зв'язками [з новим королем], мав піклування в цей час над Саксонією, щоб не сталося якогось - або ворожого вторгнення, а також тримав при собі і виховував молодшого Генріха. А король після того, як привітав кожного з князів відповідним [їх] гідності подарунком, як личило королівській щедрості, сповнений радості відпустив натовп.» |

Коли відбувалась церемонія коронації Імператора, то на підступах до Риму майбутній імператор розташовувався біля міської брами з усім обозом, щоб вперше опинитися в Римі безпосередньо в день коронації. Це нерідко супроводжувалося сутичками з городянами. Так Фрідріху I Барбаросі довелося пустити в хід свою армію, важкоозброєну лицарську кавалерію. А Генріха VII чекала найважча з битв, яка коли-небудь відбувалася у середньовічному Римі: ворожі імператорові війська заблокували вхід до собору Святого Петра.

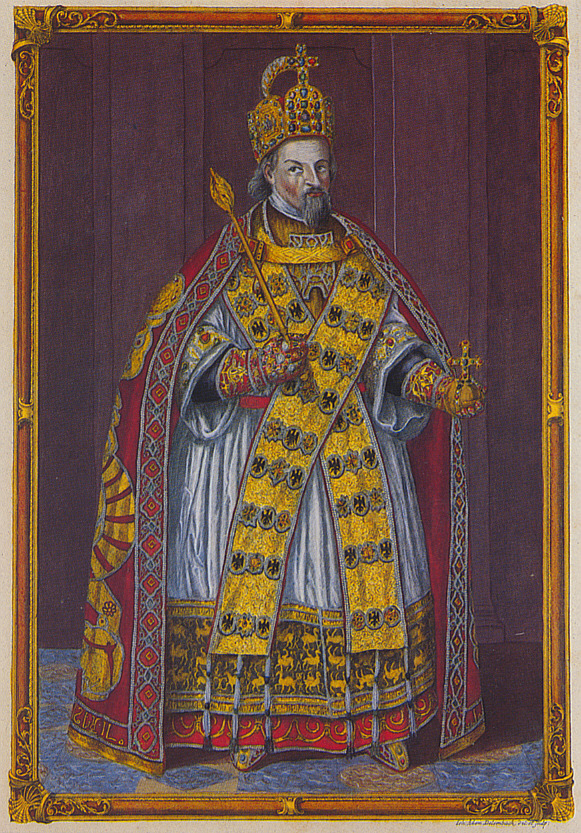
Імператор Сігизмунд в імператорському одягу

Середньовічні джерела зазвичай описують багатоденну церемонію досить коротко. Наприклад, у Віпо Бургундського ми читаємо про коронацію Конрада II в 1027 році:
|  | «Отже, король Конрад, який прибув до Риму в той же рік, що і раніше, тобто, від народження Спасителя 1027-й, десятого індикта, папою Іваном і всіма римлянами з надзвичайною пошаною прийнятий був і в день святої Пасхи, яка в тому році в сьомий день до квітневих календ завершилася, обраний римлянами імператором, благословення від Папи прийняв, назвавшись ім'ям Римського цезаря і августа. Також і королева Гізела, посвячена в імператриці, те ж ім'я отримала. Все це відбулося в присутності двох королів - Рудольфа, короля Бургундії і Кнуда, короля Англії, - і після закінчення церковної служби імператор, простуючи між ними, з пошаною пройшов до своїх покоїв.» |

Аахенский хроніст Петер фон Беєк, автор першої друкованої хроніки Аахена Aquisgranum 1620 року (на латинській мові), розповів про урочистості, які супроводжували коронацію:
|  | «Потім король сходить на трон Карла Великого в Аахенському соборі з молитвою і потім приймає вітання. Співають Te Deum («Тебе, Бога, хвалимо») і консекратор (дослівно «Освятитель» - відповідальний за літургійну частину коронації) повертається зі своїм супроводом назад до вівтаря. В цей же час короля приймають в колегії духовних осіб Аахена (Marienstift) і там він приносить клятву вірності і підпорядкування на старому Євангелії Лотаря перед обличчям (реліквією) крові святого мученика Стефана. Потім він приймає лицарське посвячення мечем Каролінгів і спускається в Аахенский собор, де буде продовжена святкова служба. |

Всі середньовічні процедури коронації мали наступні стадії: король проходить символічне випробування його віри і помазання, приносить клятву вірності церкви, потім на нього вдягали королівські клейноди і корону. Після цього королева (якщо відбувалась спільна коронація) також проходила ту ж процедуру.
Перший докладний опис коронації імператора належить Енеа Сільвіо Пікколоміні (1430 р.), гуманісту й історику, який пізніше зайняв Папський престол під ім'ям Пія II. Він розповів про сходження на престол Фрідріха III в своїй «Історії Фрідріха III» (Historia Friderici III. Sive Historia Austriaca).

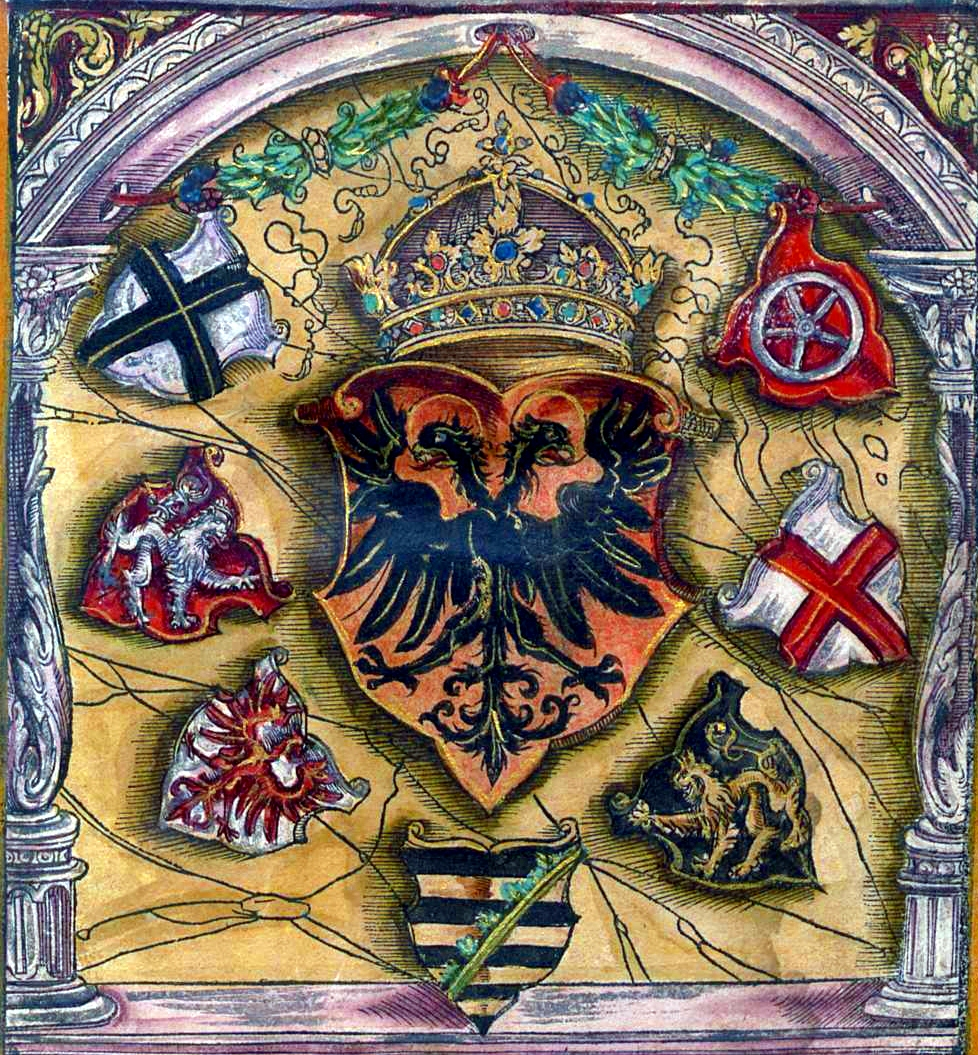
Герб імператора та курфюрстів Священної Римської імперії, 1545 р.

Коронація королів Німеччини, а також імператорів Священної Римської імперії, передбачала видання низки численних світських і церковних документів, проведення церемоній і таїнств, необхідних для сходження на престол держави.
Ритуал, який склався в результаті довгих трансформацій, був позначений характером самої Священної Римської імперії, як виборної монархії. У ньому поєдналися традиції античного Риму, Східної Римської імперії та Франкської держави епохи Каролінгів, де, з одного боку, джерелом влади короля були німецькі племена, з іншого — єпископські кафедри. Починаючи з пізнього Середньовіччя цей ритуал проводили відповідно до приписів Золотий Булли, основного законодавчого акту Священної Римської імперії німецької нації, виданого 1356 року в правління імператора Карла IV Люксембурзького. Аж до коронації Франца II в 1792 році ритуал залишався практично незмінним. Князь Лотарингії, владі якого підлягало це місто, дбав про все необхідне для проведення церемоній. До дня коронації імператорські клейноди перебували на зберіганні посланців Нюрнберга і Аахена, їм же вони поверталися незабаром після коронації.

## Золота Булла
У 1356 році Карл IV остаточно закріпив процедуру королівського обрання «Золотою Буллою». До 1806 року вона служила основою законодавства Священної Римської імперії. На відміну від більш ранньої процедури вступу на престол, центральним поняттям нового документу став королівський титул. Необхідність цього була викликана тим, що під час конфліктів з Папством та боротьби за інвеституру, духовна влада імператора (а відповідно й світська) могла бути поставлена під сумнів Римом. Тому знадобилося обґрунтування повноважень монарха, виходячи з власного, імперського права. Вже з моменту обрання і завдяки факту обрання монарх отримував всі права короля і майбутнього імператора. Хоча фактично імператорська коронація ще якийсь час проводилась в Римі руками Папи Римського, підтвердження влади імператора Папою більше не була обов'язковою.
За всіма правилами відбувались коронації Сигізмунда в 1433 році та Фрідріха III в 1452 році в Римі, а також Карла V в Болоньї.
«Золота булла» ввела вибори більшістю голосів, так що багатоступінчасті вибори пішли в минуле. Партія, що програвала повинна була визнавати результати. Те, що обраний більшістю король не потребував підтвердження свого статусу Папою, було закріплено першим з'їздом курфюрстів 16 липня 1338 р при Рензі (Kurverein von Rhens) і оголошено 4 серпня 1338 року на рейхстазі Священної римської імперії у Франкфурті Людовиком Баварським. Також було підкреслено, що обраний королем може претендувати на імператорський сан.
Найвагоміші зміни в порядок виборів стосувались того, що виборне право залишилося суто у семи курфюрстів: архієпископа Кельнського, архієпископів Майнца і Тріра, пфальцграфа Рейнського, герцога Саксонського, маркграфа Бранденбурзького і короля Богемії. Раніше цим правом володіли всі великі феодали імперії, навіть якщо вибори супроводжувалося плутаниною — хто саме з імперських князів має право голосувати.
Коронація римсько-німецького короля відбувалася через один-три тижня після того, як князі робили свій вибір, проте вона лише формально підтверджувала акт обрання, про що свідчить те, що після видання «Золотої булли» монархи відраховували час свого правління з моменту виборів. Правове значення коронації зникло, проте символічне залишилось, і її продовжували проводити з не меншою помпою.

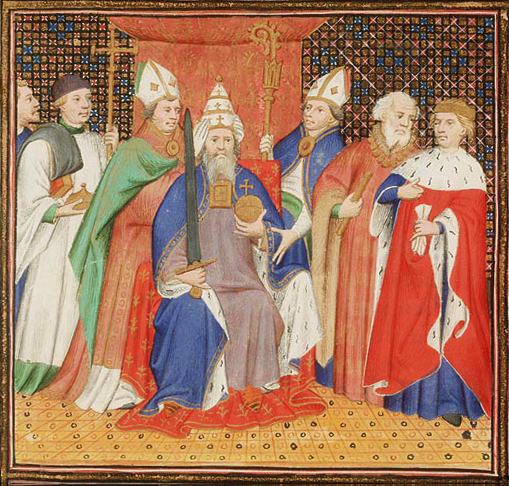
Коронація Генріха II як імператора

Після тривалого правління Фрідріха III, коронованого Папою Римським імператорської короною в Римі 1452 року, його син і наступник Максиміліан I оголосив 4 лютого 1508 під час святкової церемонії в соборі Трієнта, що займе імператорський трон без поїздки до Риму й папської коронації. Це було викликано тим, що Венеційська республіка перешкоджала Максиміліану потрапити в Рим. Посилаючись на «Золоту буллу», він негайно оголосив себе «обраним Римським імператором». Папа Юлій II визнав це титулування, але за умови теперішньої і майбутньої підтримки імператором Католицької Церкви.
Перший наступник Максиміліана Карл V після того, як отримав королівський титул в результаті коронації 1520 року, прийняв повторну коронацію з рук Папи Римського, щоб підкреслити свої універсалістських претензії як самодержця. Ця коронація стала останньою в Римі, оскільки брат і наступник Карла Фердинанд I вирішив не їхати до Папи для здійснення імператорської коронації. Титул «Обраний римський імператор» був затверджений за ним перед зборами курфюрстів у Франкфурті і підтверджений Папою, але вже незабаром навіть така формальна участь Папи в процесі здобуття імператорського титулу зовсім припинилась.
Починаючи з коронації Максиміліана II 1562 року коронації проводилися в місці обрання монарха — Франкфурті-на-Майні. Виникає питання, чому Аахен втрачає своє, раніше видатне, положення коронаційного міста. На користь Франкфурта були причини логістичного та інфраструктурного характеру, навіть незалежно від того, що Аахен на той момент був одним з найвіддаленіших місць імперії для правителів, що походили з Будинку Габсбургів. У Франкфурт-на-Майні було відносно легко дістатись з самих різних куточків країни як водними, так і сухопутними шляхами. Розташований на осі північ-південь, відносно близько до центру імперії, місто було зручним для більшості курфюрстів. Центральний імператорський собор св. Варфоломія у Франкфурті, повернутий 1548 року католицькій церкви, мав відповідний для коронації розмір і оздоблення. Завдяки своїй ролі торгового центру і місця проведення ярмарків, місто мало також велику кількість готелів і гостьових будинків палацового типу, придатних для розміщення численних посольств.

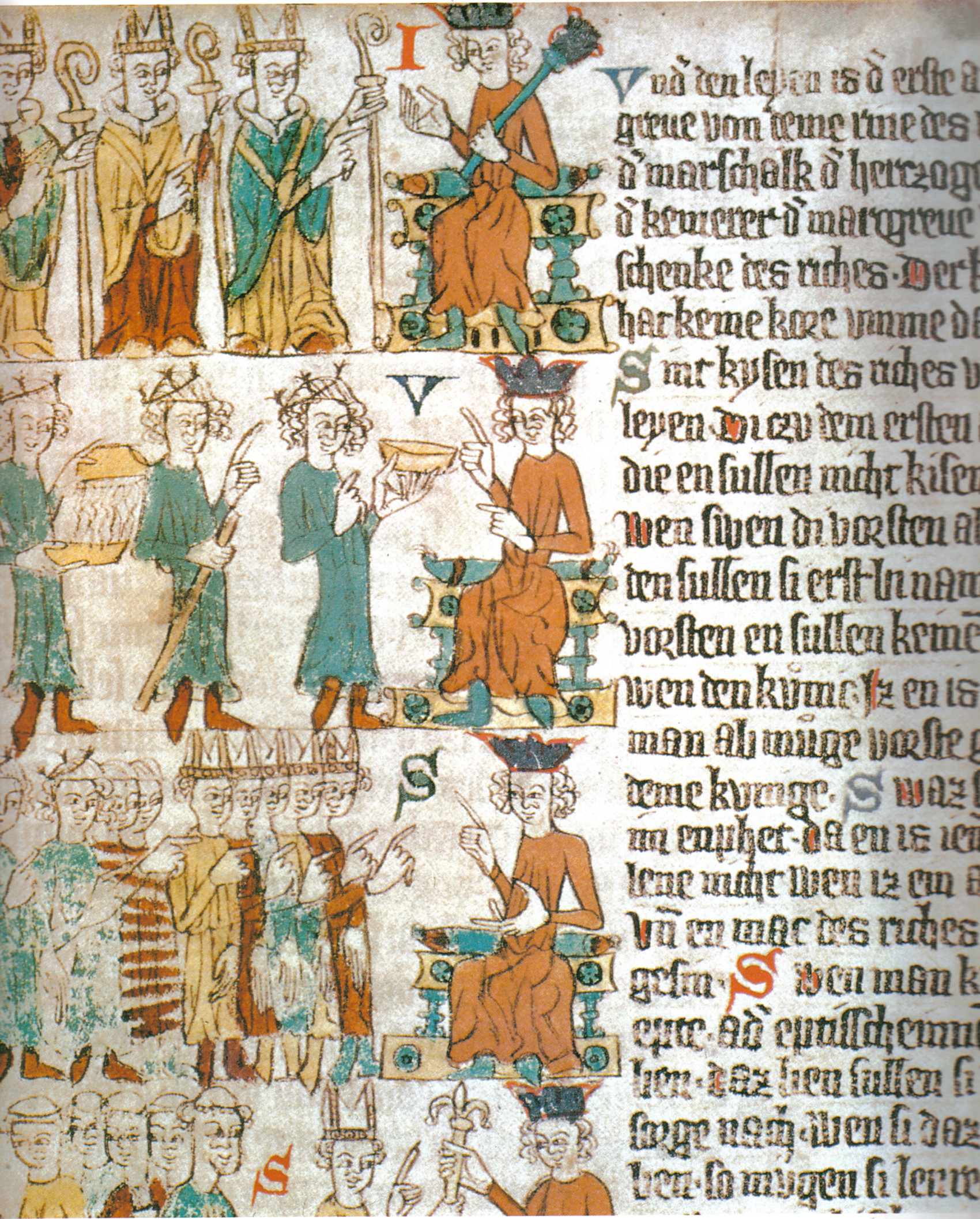
Обрання короля: 3 духовних курфюрстів вказують на обраного; пфальцграф Рейнський, як імперський стольник підносить золоту чашу королю, за ним стоять герцог Саксонії з маршальським жезлом і маркграф Бранденбурзький в ролі імперського камергера; новообраний імператор перед магнатами імперії.

При цьому Аахен домігся офіційного підтвердження свого привілею — мати статус місця королівської коронації. Право міста, в якому проводяться коронації Аахену підтверджували згодом багато разів, проте коронація більше жодного разу там не відбулась.
В XVII ст. важливим стає не лише сама церемонія коронації, але й розповсюдження інформації про неї. Випускались спеціальні книги, літографії, діарії, на яких зображувалися епізоди коронації, що була представлена як блискуче свято, і тим самим прославлялась влада нового імператора. У перші десятиліття XVIII століття цей вид саморепрезентації володаря був навіть удостоєний окремої теми в «науці церемоніалу».
Церемоніал святкування коронації великою мірою спирався на церемоніал середньовічний, але був розширений в області принципових елементів, таких наприклад, як виборча капітуляція. Це документ, який підписує кандидат на виборний державний пост. Тим самим він давав згоду на прийняття цього поста в разі перемоги на виборах, а також брав на себе певні зобов'язання щодо задоволення інтересів виборців або здійснення інших заходів у сфері внутрішньої чи зовнішньої політики.
З 1519 р. новообраний король і новий імператор повинен був принести клятву на виборчій капітуляції (Wahlkapitulation), про умови якої заздалегідь домовлявся з курфюрстами. Такий документ оформляли все римські королі, від Карла V до Франца II. У виборчій капітуляції король погоджувався з тим, що не збирається позбавити Священну Римську імперію характеру виборної монархії і зашкодити правам курфюрстів. Хоча про такий документ вдалося домовитися вже під час виборів Карла V, сам термін вперше згадується в зв'язку з виборами Фердинанда I в 1558 році.
Прообразом цього документа служать єпископські виборчі капітуляції князівств, де правили духовні особи, в яких, починаючи з XIII століття капітул собору, а пізніше також світські представники цієї місцевості, повинні були підтверджувати свої привілеї. Обраний приносив клятву в урочистій обстановці в церкві св. Варфоломія. З цього моменту, який офіційно завершував процедуру обрання, він отримував титул «Римський король».
Самі вибори повинні були проводитися у Франкфурті, але допускався і перенесення місця з причин особливих обставин. У Франкфурті відповідно до положень «Золотий Булли» були обрані в цілому 16 римсько-німецьких королів: починаючи з Венцеля 1376 р. і закінчуючи Францем II 1792 р.
Не всі правителі зводилися на королівський трон після смерті попереднього імператора. Семеро були обрані і короновані королівською короною ще за його життя. А вже після смерті імператора, або, як у випадку з Карлом V, після зречення імператорської корони, отримували титул «обраний імператор» без подальшої церемонії коронації. Це стало можливим, оскільки «Золота Булла» однозначно не виключає подібні ситуації, навпаки, крім смерті посадової особи, вказує на інші, не позначені більш детально причини для того, щоб легітимно провести нові вибори короля. Ця практика ґрунтується на традиції середньовіччя про те, що з коронацією римсько-німецького короля імператорською короною королівський титул знову стає вільним. Вже Оттон I застосував це для того, щоб домогтися обрання свого сина Оттона II королем в шестирічному віці.

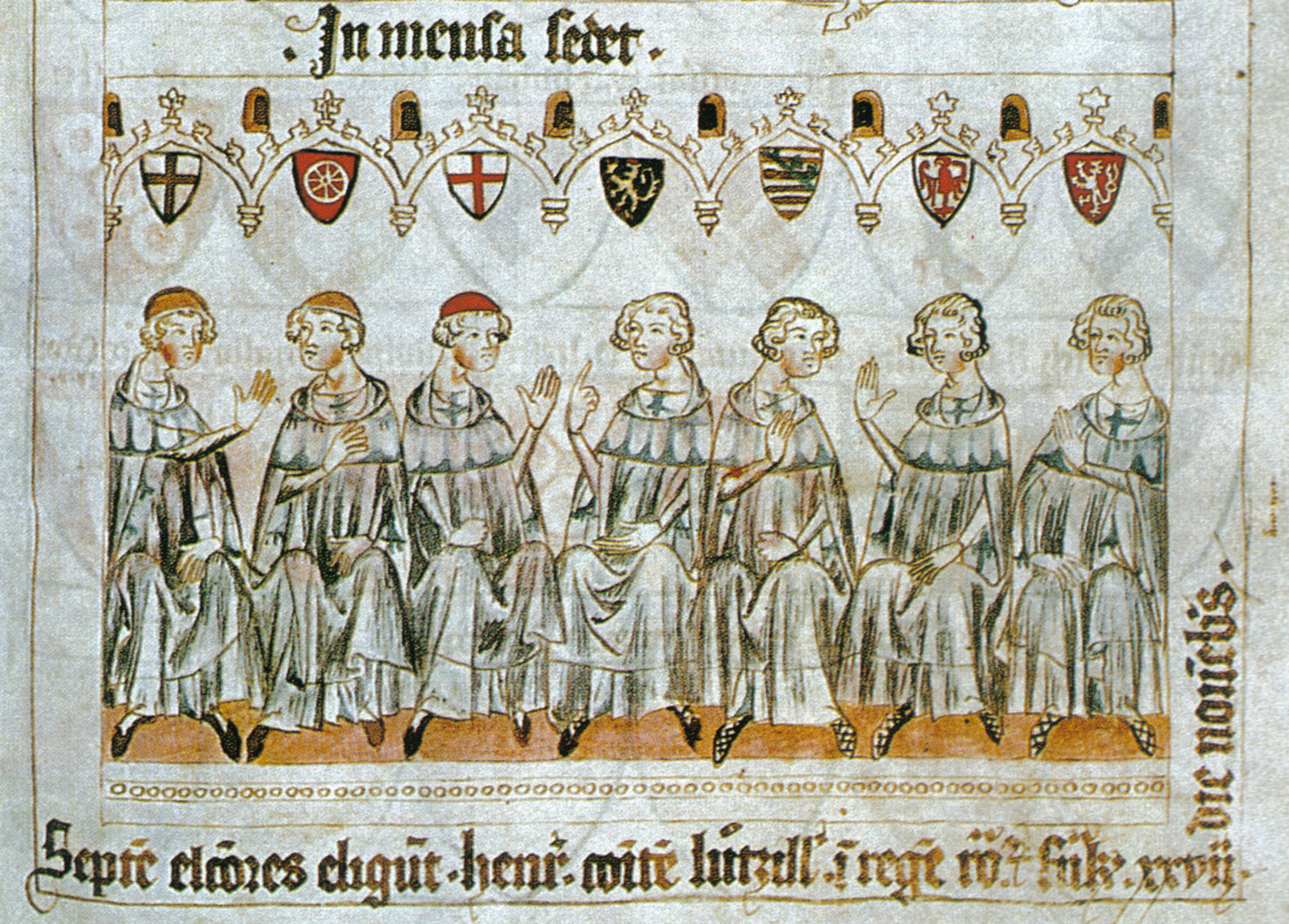
Перше відоме зображення виборців-курфюрстів, які обирають імператора Генріха VII, 1341 р.

День виборів починався зі звуку франкфуртских церковних дзвонів. Потім семеро курфюрстів збиралися в Ремер, старовинній ратуші Франкфурта-на-Майні, щоб здійснити урочисте вбрання. З Ремер вони прямували в північний портал імператорського собору св. Варфоломія. Починаючи з епохи Реформації, курфюрсти, що прийняли протестантизм, на час католицької меси поверталися назад в конклав. Клятви, які повинні були приносити виборщики, як і урочисте оголошення імені обраного імператора, повинні були детально фіксуватися нотаріусами. Власне оприлюднення імені нового імператора відбувалося в тій же церкві, що і вибори. Заключне введення короля в сан шляхом сідання обранця на трон поступово витіснило ранньосередньовічну традицію підняття монарха на щиті. На закінчення урочистої церемонії обрання імператора звучав Te Deum — гімн, текст якого, за переказами, написав наприкінці IV століття св. Амвросій Медіоланський.
У день коронації імператорські клейноди, які прибули з Нюрнберга і Аахена, доставляли в коронаційну церкву, і там спадкові імперські привратники їх приносили, і покладали на розташований між криласом і центральним нефом церкви так званий хрестовий вівтар Kreuzaltar. Цей тип вівтаря виник в післяреформаціоний час, інші, пізніші його назви — Laienaltar (вівтар для мирян), Gemeindealtar (общинний вівтар) і Messealtar (вівтар для меси).
Процесію у напрямку до церкви очолювали верхові світські курфюрсти або посланці нового короля і імператора з непокритими головами. Безпосередньо перед імператором їхав рейхсмаршал Священної Римської імперії з мечем наголо. Перед ним — головний стольник з монаршої державою, він, в свою чергу, слідував за головним міським скарбником, який тримав скіпетр. По ліву руку від останнього їхав головний хранитель скарбниці з імператорською короною. Сам імператор сидів на коні в «домашньому» орнаті. Це урочисте вбрання відрізнялося від орнату коронації — однієї з імперських регалій, яка покладалася на нього пізніше. Над ним несли балдахін десять посланців від міст. За ним слідувала придворна знать, імператорська лейбгвардія, представництво громадян Франкфурта, а також свита імператора і курфюрстів верхом або в каретах для урочистих виїздів.

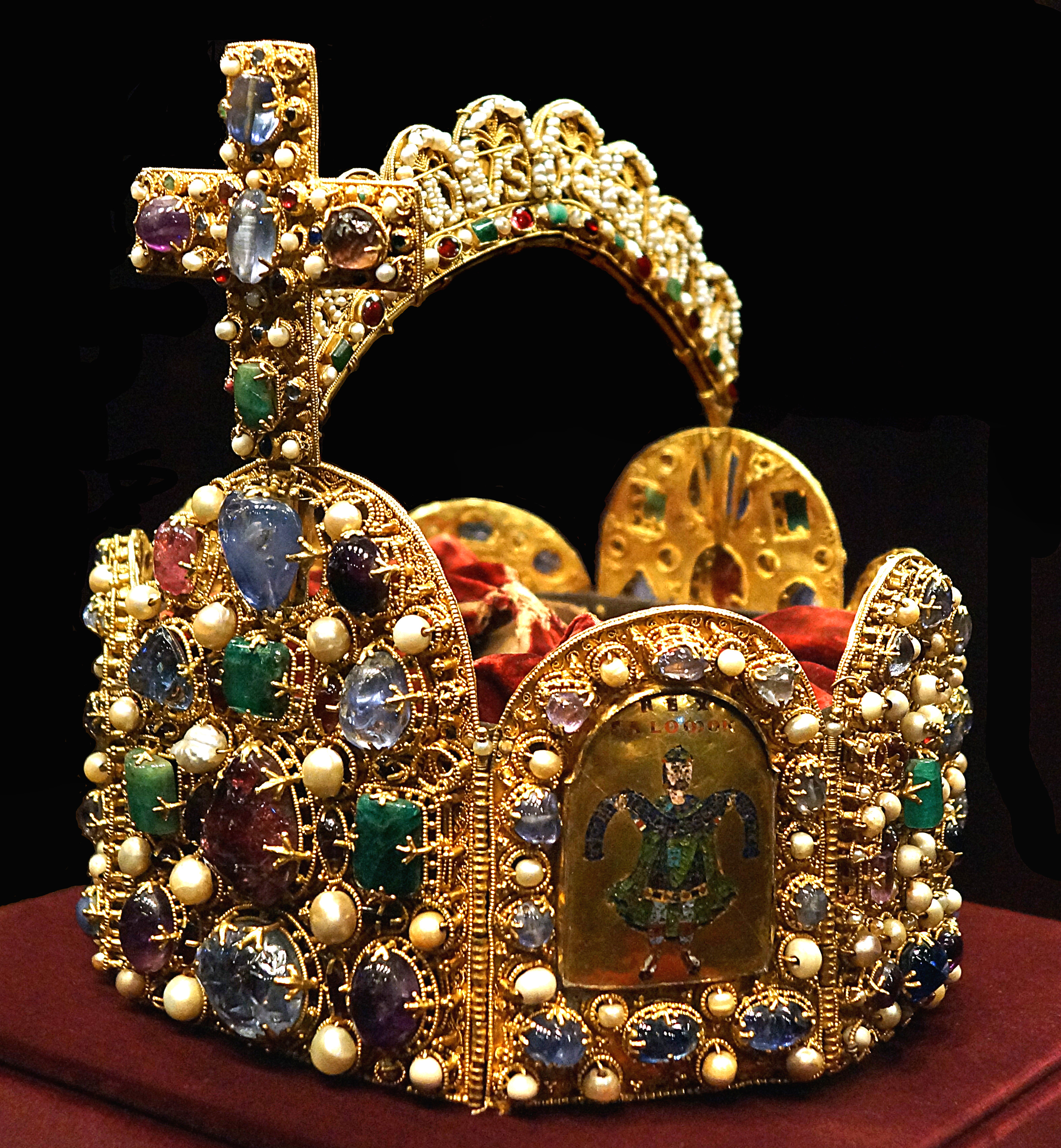
Імператорська корона

У соборі св. Варфоломія імператор приймав курфюрста Майнца та інших духовних курфюрстів, які вручали йому святу воду для помазання. На закінчення король входив до церкви, де його зустрічали спадкові імперські привратники, графи знатних родів Паппенхайм і Ветрерн. Коронаційну церква охороняли зовні швейцарські гвардійці від курфюрста Майнцского, а зсередини — від курфюрста Саксонського. Коли замовкали антифони, курфюрсти Кельна і Тріра вели короля до вівтаря, де на них чекав курфюрст Майнцький, одягнений в єпископський орнат. Король схиляв коліна і читалася молитва, на завершення якої він займав місце на своїй лаві для колінопреклонінь. Після завершальної урочистої меси курфюрст Майнцький ставив королю питання на латинській мові про його зобов'язання як правителя. Його запитували, чи готовий правитель як віруючий християнин дати обітницю захисту церкви, дотримання законності, збільшення імперії, покровительства вдовам і сиротам і шанування Папи. На всі питання король відповідав volo («я хочу»). Коли була принесена клятва дотримуватися цієї урочистої обіцянки, присутнім курфюрстам ставилося запитання, чи приймають вони цього короля, чи бажають коритися його наказам і зміцнювати його імперію, на що вони відповідали «Fiat, fiat, fiat!» (з лат. — «Так здійсниться, хай здійсниться, хай здійсниться!»).

## Коронація Папою Римським
В таблиці представлені ті імператорі, які були короновані особисто Папою Римським.

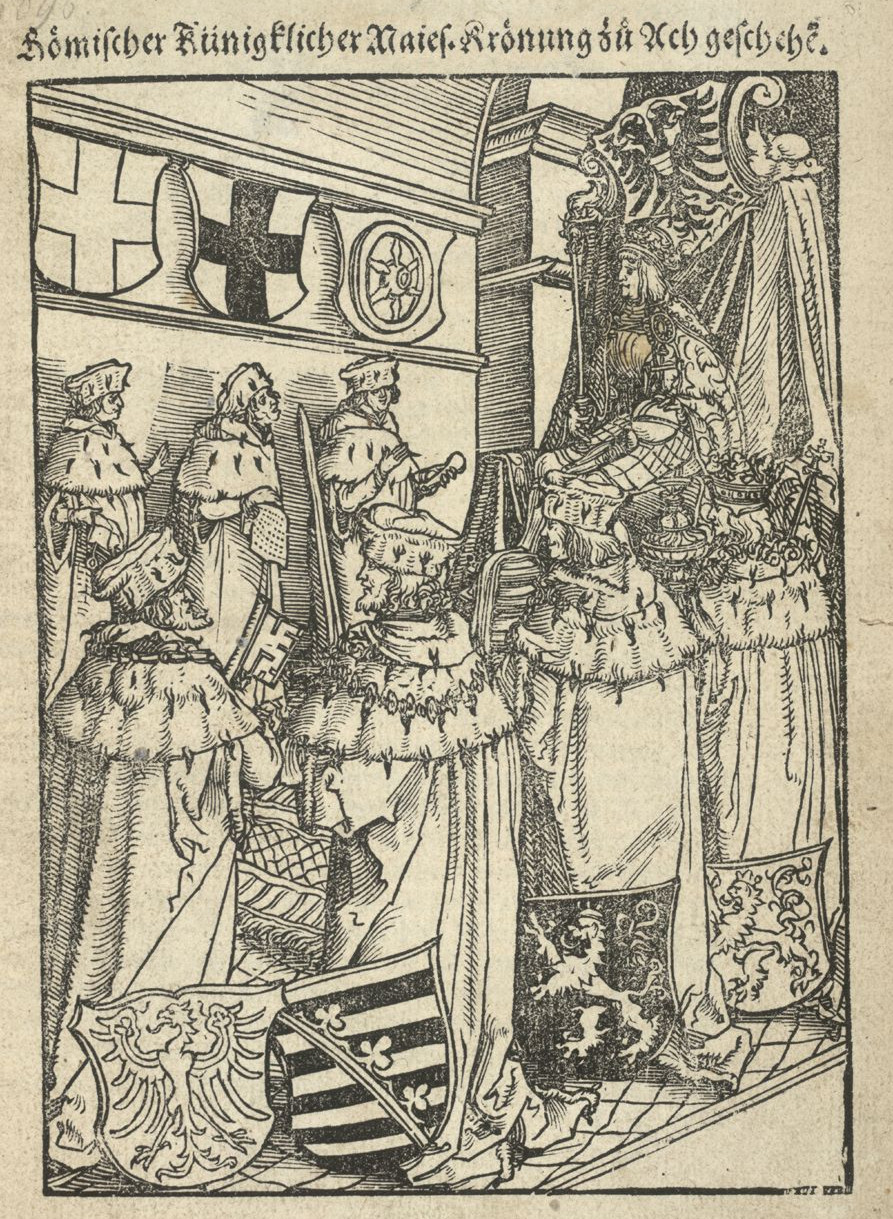
Коронація Карла V князями-виборцями

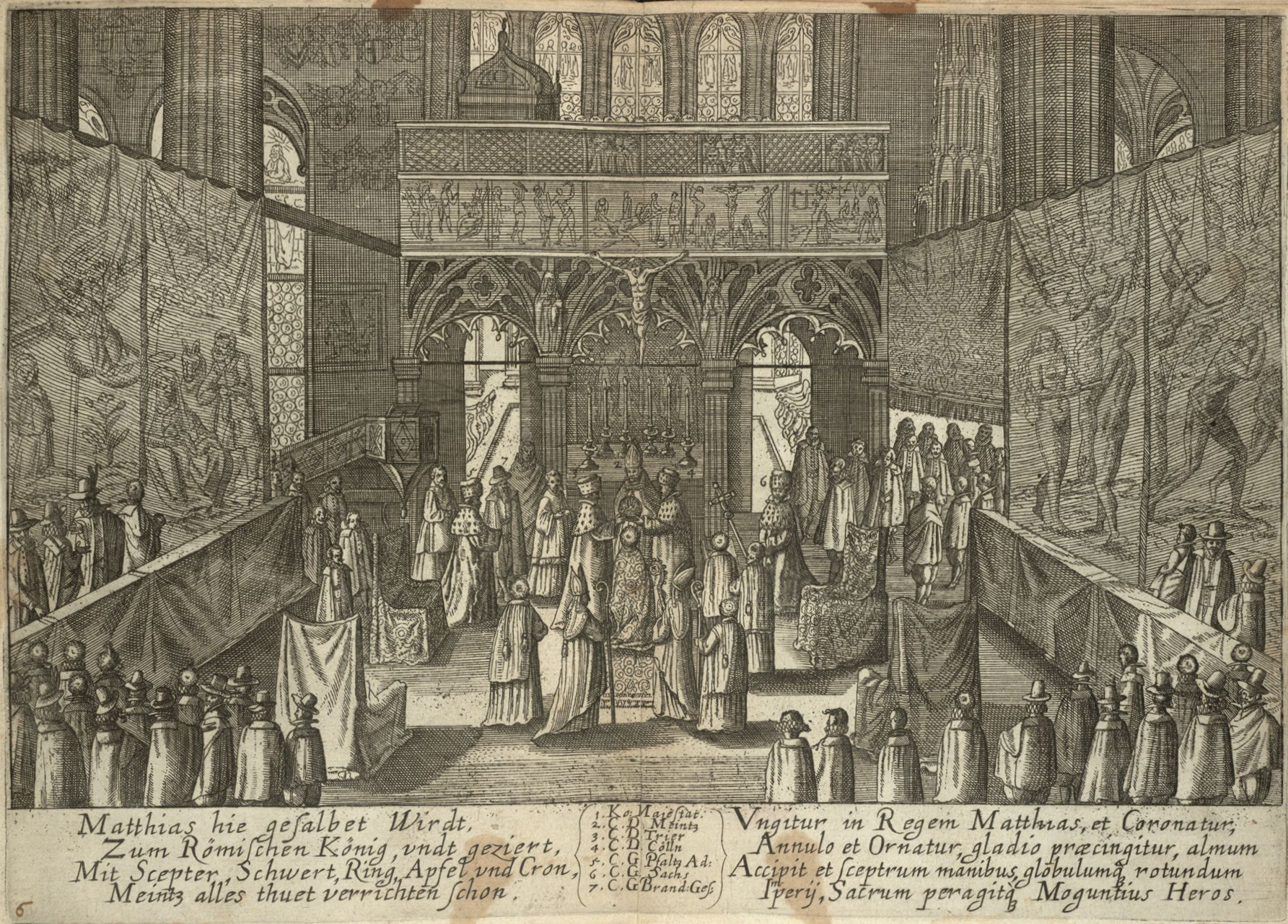
Коронація імператора Матвія, 1612

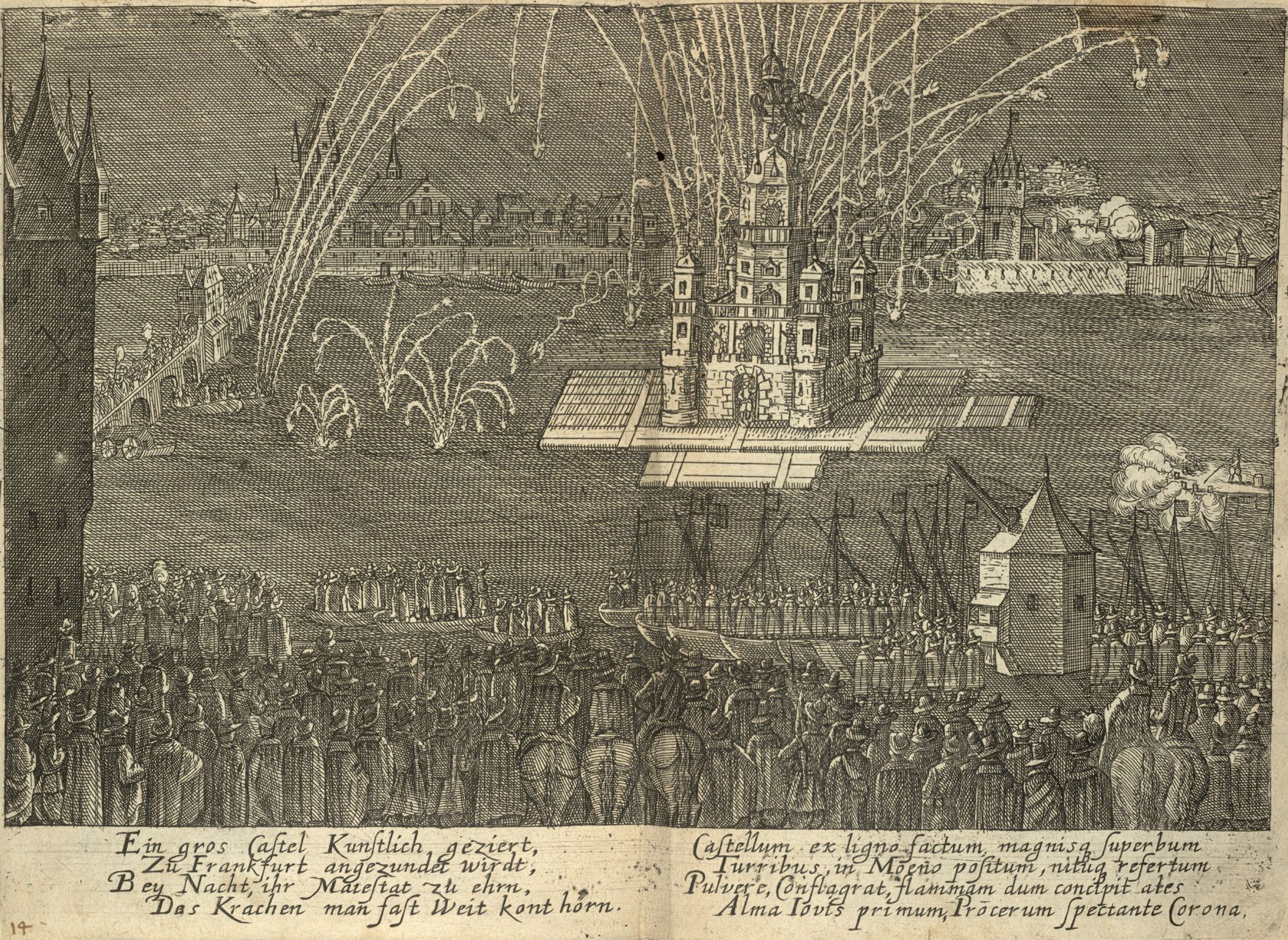
Феєрверк під час коронаційних свят у Франкфурті, 1612

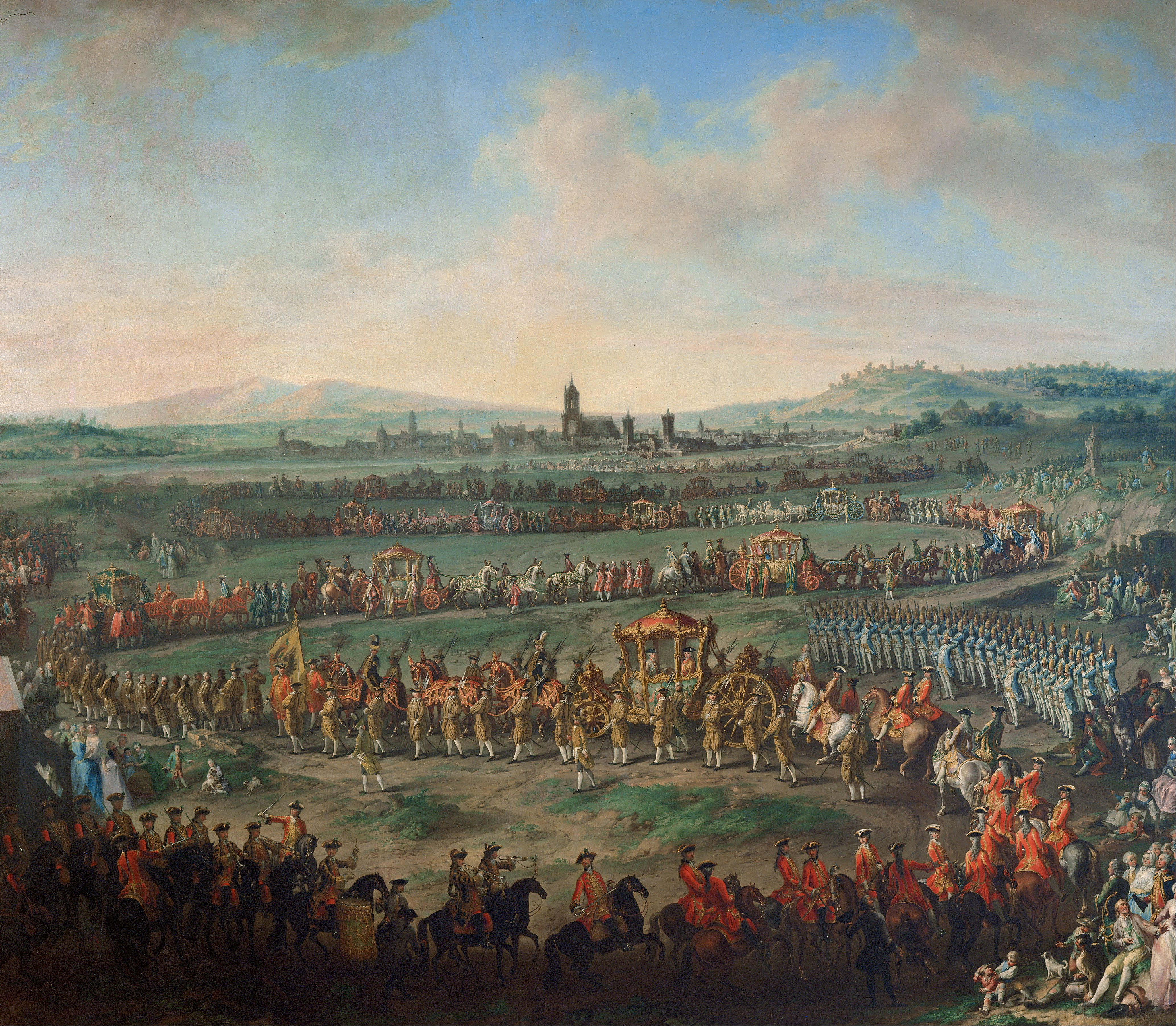
В'їзд імператора Франца І до Франкфурта, 29 березня 1764

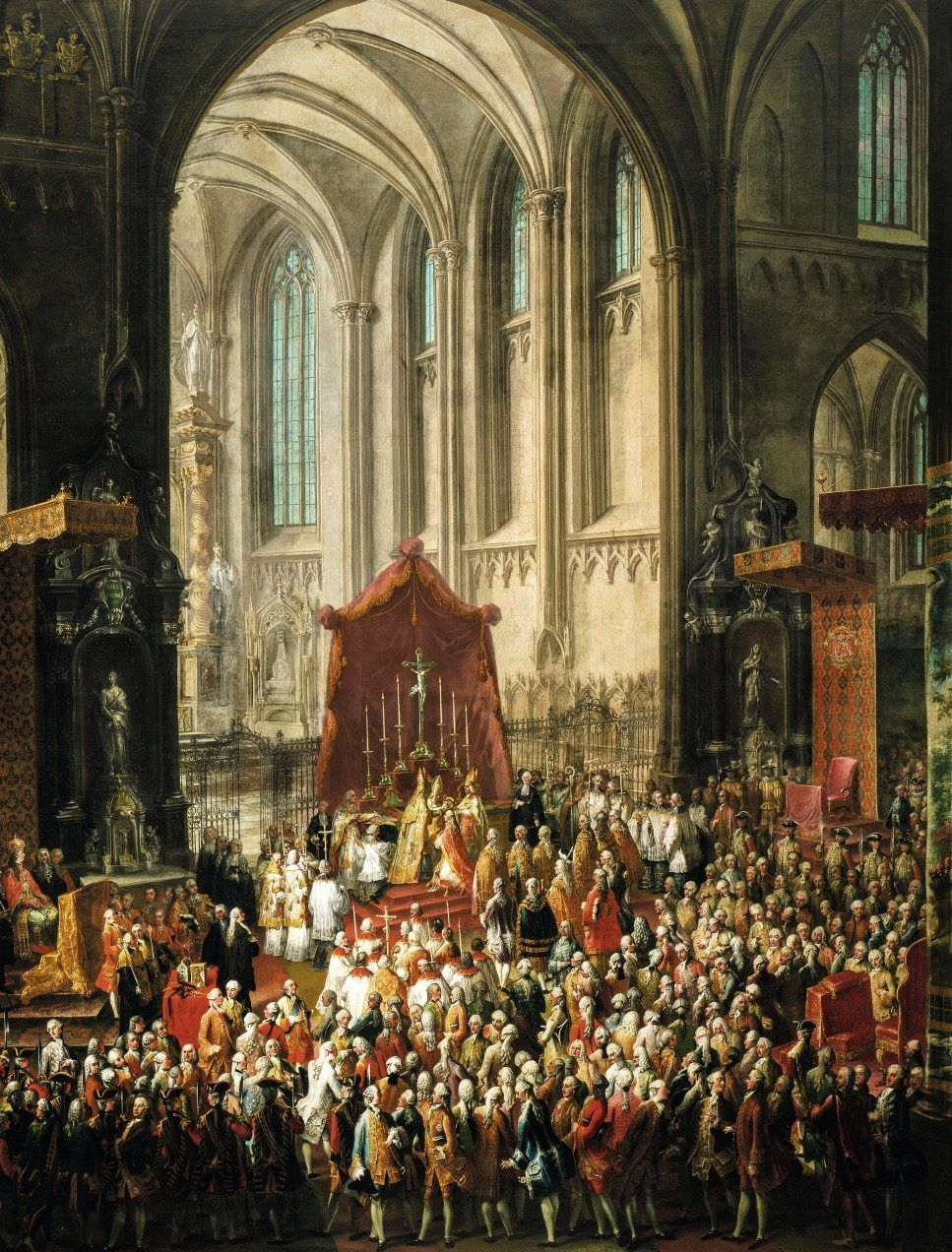
Коронація Йосипа II, 3 квітня 1764

Королі франків, яких коронували як Імператорів римлян (Імператорів Західної Римської імперії)
| Імператор             | Дата коронації       | Коронував Папа | Місце коронації |
| --------------------- | -------------------- | -------------- | --------------- |
| Карл І (Charlemagne)  | 25 грудня 800        | Лев III        | Рим, Італія     |
| Людовик I             | 5 жовтня 816         | Стефан IV      | Реймс, Франція  |
| Лотар I               | 5 квітня 823         | Пасхалій I     | Рим, Італія     |
| Людовик II            | 15 червня 844        | Лев IV         | Рим, Італія     |
| Карл II               | 29 грудня 875        | Іван VIII      | Рим, Італія     |
| Карл III              | 12 лютого 881        | Іван VIII      | Рим, Італія     |
| Гвідо III             | 21 лютого 891        | Стефан V       | Рим, Італія     |
| Ламберт II            | 30 квітень 892       | Формоз         | Равенна, Італія |
| Арнульф Каринтійський | 22 лютого 896        | Формоз         | Рим, Італія     |
| Людовик III           | 15 або 22 лютого 901 | Бенедикт IV    | Рим, Італія     |
| Беренгар I            | грудень 915          | Іван X         | Рим, Італія     |

Імператори Священної Римської імперії
| Імператор             | Дата коронації    | Коронував Папа | Місце коронації |
| --------------------- | ----------------- | -------------- | --------------- |
| Оттон I               | 2 лютого 962      | Іван XII       | Рим, Італія     |
| Оттон II              | 25 грудня 967     | Іван XIII      | Рим, Італія     |
| Оттон III             | 21 травня 996     | Григорій V     | Рим, Італія     |
| Генріх II             | 14 лютого 1014    | Бенедикт VIII  | Рим, Італія     |
| Конрад II             | 26 березня 1027   | Іван XIX       | Рим, Італія     |
| Генріх III            | 25 грудня 1046    | Климент II     | Рим, Італія     |
| Генріх IV             | 31 березня 1084   | Климент III    | Рим, Італія     |
| Генріх V              | 13 квітня 1111    | Пасхалій II    | Рим, Італія     |
| Лотар III             | 4 червня 1133     | Інокентій II   | Рим, Італія     |
| Фредерік I            | 18 червня 1155    | Адріан IV      | Рим, Італія     |
| Генріх VI             | 14 квітня 1191    | Целестин III   | Рим, Італія     |
| Оттон IV              | 4 жовтня 1209     | Іннокентій III | Рим, Італія     |
| Фрідріх II            | 22 листопада 1220 | Гонорій III    | Рим, Італія     |
| «Велике Безкоролів'я» | 1245 — 1312       |                |                 |

Імператори Римської Латинської імперії
| Імператор | Дата коронації | Коронував Папа | Місце коронації |
| --------- | -------------- | -------------- | --------------- |
| Петро II  | 9 квітня 1217  | Гонорій III    | Рим, Італія     |

Імператори Священної Римської імперії
| Імператор                                 | Дата коронації  | Коронував Папа                        | Місце коронації         |
| ----------------------------------------- | --------------- | ------------------------------------- | ----------------------- |
| «Велике Безкоролів'я» (Great Interregnum) | 1245 — 1312     |                                       |                         |
| Генріх VII                                | 29 червня 1312  | Кардинали-легати                      | Латеранський собор, Рим |
| Людовик IV                                | 17 січня 1328   | Сенатор Скіарра Колонна               | Рим, Італія             |
| Карл IV                                   | 5 квітня 1355   | Кардинал-легат за згодою Інокентія VI | Рим, Італія             |
| Сигізмунд Люксембург                      | 31 травня 1433  | Євгеній IV                            | Рим, Італія             |
| Фрідріх III                               | 19 березня 1452 | Миколай V                             | Рим, Італія             |
| Карл V Габсбург                           | 24 лютого 1530  | Климент VII                           | Болонья, Італія         |